# Czinege Lajos

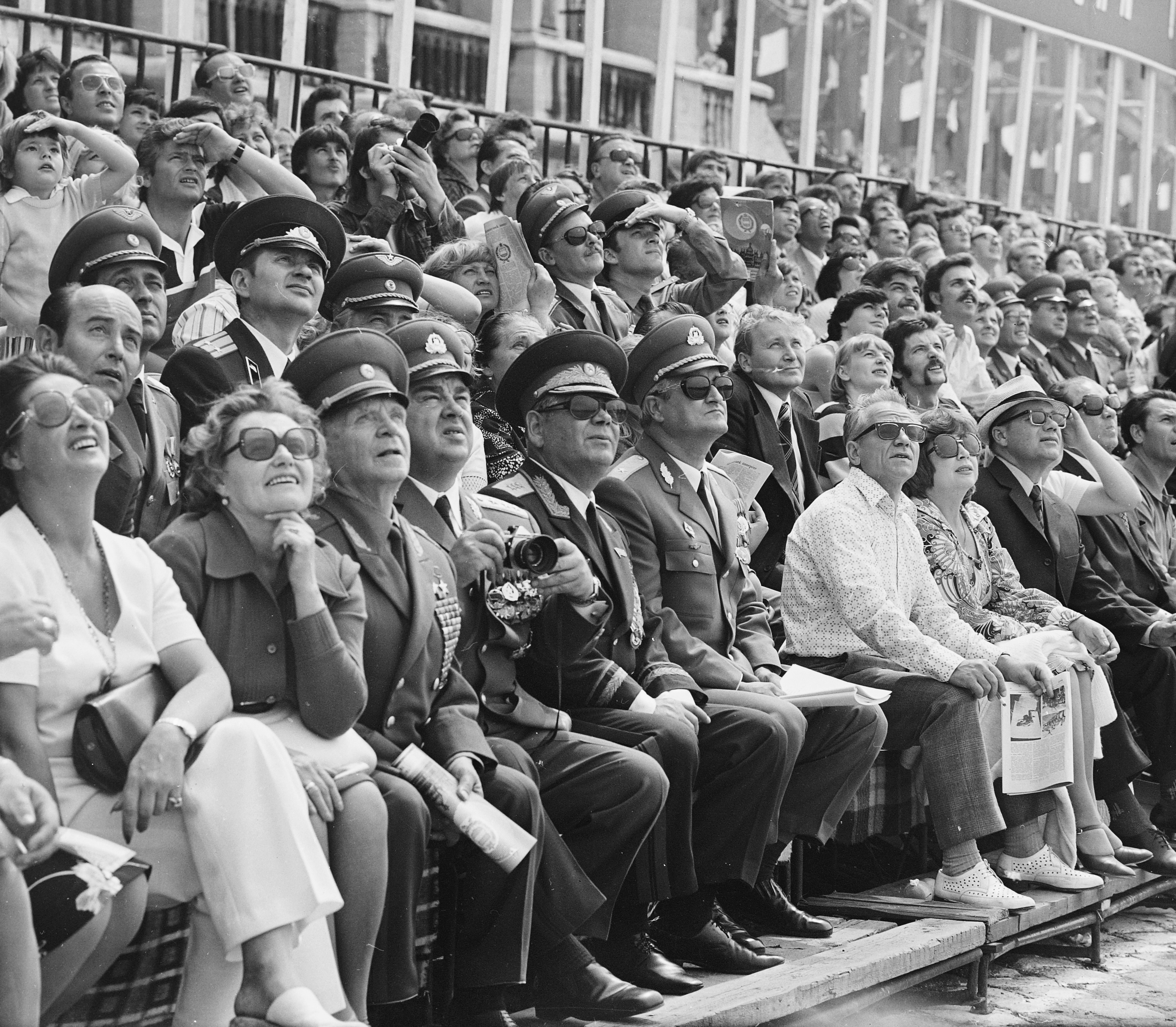
Pesti alsó rakpart, tribün a Parlament előtt az 1978. augusztus 20-i vízi- és légiparádén. Középen fényképezőgéppel Czinege Lajos honvédelmi miniszter

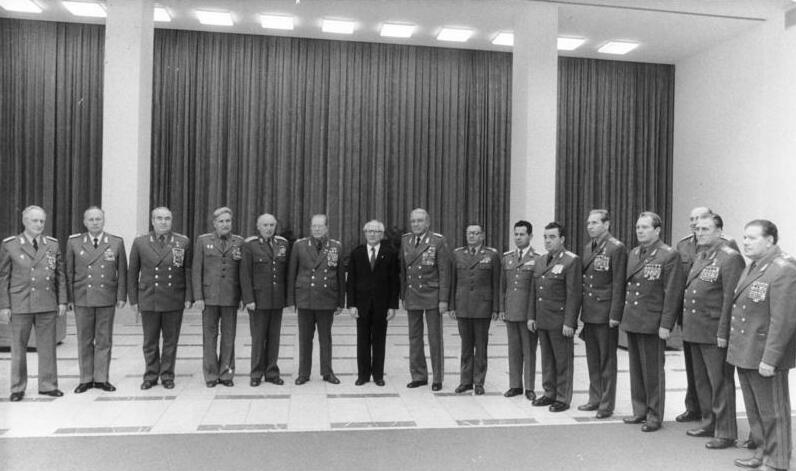
A Varsói Szerződés 1983-as védelmi miniszteri találkozóján a civil öltönyös Erich Honeckertől jobbra a negyedik személy Czinege Lajos

Czinege Lajos (Karcag, 1924. március 24. – Leányfalu, 1998. május 10.) hadseregtábornok, magyar kommunista pártfunkcionárius, 1960–84 között a Magyar Népköztársaság honvédelmi minisztere, 1984–87 között a Minisztertanács elnökhelyettese. Az 1956-os forradalom és a rendszerváltás közötti úgynevezett gulyáskommunizmus vezető tisztségviselőinek egyike.

## Fiatalsága
Karcagon született, édesapja mezőgazdasági munkás volt és gyermekkorától ő is parasztként kezdett dolgozni, majd az elemi iskola elvégzése után kovácsnak tanult. Később bírálói ezért példálóztak azzal, hogy „disznópásztorból is lehet honvédelmi miniszter.”
1944 őszén tagja lett a 25. Waffen-SS „Hunyadi” Gránátos Hadosztálynak. 1945-ben belépett a Magyar Kommunista Pártba, részt vett a párt ifjúsági szervezetének számító Magyar Demokratikus Ifjúsági Szövetség karcagi csoportjának megalakításában. 1946-ban önkéntes műszaki katonaként teljesített szolgálatot, és itt elkezdődött a magasba ívelő politikai-katonai karrierje.

## Politikai és katonai pályafutása
1947-ben az MKP karcagi titkárává nevezték ki. A két hónapos „gyorstalpaló” pártiskola elvégzése után, 1948-tól a Magyar Dolgozók Pártja Szolnok megyei szerveiben dolgozott. Az MKP karcagi városi titkára, a megyei pártbizottság agitációs-propaganda, majd szervező titkára. 1950–51-ben a Mezőgazdasági Gépjavító Vállalat művezetője, majd igazgatóhelyettese. Legmagasabb beosztásában az MDP Szolnok Megyei Végrehajtó Bizottságának osztályvezetője volt. 1952-ben Budapestre, a Honvédelmi Minisztériumba rendelték, ahol a HM tüzércsapatok politikai osztályának vezetője lett alezredesi rendfokozatban. Elvégezte a hároméves Sztálin Politikai Akadémiát.
Az 1956-os forradalom leverésében aktívan részt vett. 1956. október 26-ától tagja volt az MDP Katonai Bizottságának, amelyet a fegyveres felkelés leverésére irányuló próbálkozások vezetésére hoztak létre. A munkásőrség megalakításában tevékenyen részt vett.
1956 után a Kádár-korszak meghatározó politikai vezetőjévé vált. 1957–60 közt az MSZMP Szolnok megyei első titkára. 1958. november 16. – 1967. január 28. közt országgyűlési képviselő, a Hazafias Népfront Szolnok megyei listájáról jutott be a törvényhozásba. Az Elnöki Tanács 1960. május 17-ei hatállyal kinevezte honvédelmi miniszterré, és egyúttal – abban a korban nem egyedülálló módon – tartalékos alezredesből rögtön altábornaggyá nevezték ki. E tisztségben egészen 1984-ig tevékenykedhetett.
1968. augusztusban az ő hivatali ideje alatt történt a csehszlovákiai bevonulás. Meghatározó szerepet játszott a Varsói Szerződés különböző fórumain, és ellenezte az 1981–82-es lengyelországi eseményekre válaszként tervezett szovjet közbelépést. A politikai vezetésben is kiemelt szerepet játszott mint a Központi Bizottság tagja (1959–88) és a Politikai Bizottság póttagja (1961–70), viszont a Varsói Szerződés egyetlen olyan honvédelmi minisztere volt, aki nem lett a Politikai Bizottság rendes tagja.
A Magyar Néphadsereg az ő vezetése alatt érte el fejlesztésének legmagasabb fokát. Több, a katonáknak járó kiváltságot is neki köszönhettek, de botrányok is fűződnek a nevéhez. Czinege Lajos hivatali időszakáról és az akkori katonai vezetés visszásságairól készült prof. dr. Bokor Imre mérnök ezredes: Kiskirályok mundérban című könyve. A könyv érdekessége, hogy az abban foglaltak kivizsgálására külön OGY-határozat született.
Miután a Honvédelmi Minisztériumtól megvált, 1984–87 közt a minisztertanács elnökhelyettesi pozícióját töltötte be.

## A rendszerváltás után
A rendszerváltás után nem politizált, 1989-ben Németh Miklós jelentette be azt is, hogy lemondott hadseregtábornoki rendfokozatáról.
Nyugdíjba vonulását követően a sajtóban nevét fia Czinege József (Dodi) vállalkozó kapcsán emlegették újra, amikor 1993-ban napvilágot látott, hogy Boross Péter miniszterelnök Gábor nevű fiával közösen alapították meg a Bross Holding Részvénytársaságot. A vállalkozásra a délszláv háború fegyverkereskedelmében történő részvétele miatt irányult a sajtó kitüntetett figyelme.
Czinege nyugdíjas évei alatt leányfalui házában élt egészen 1998-ban bekövetkezett haláláig.

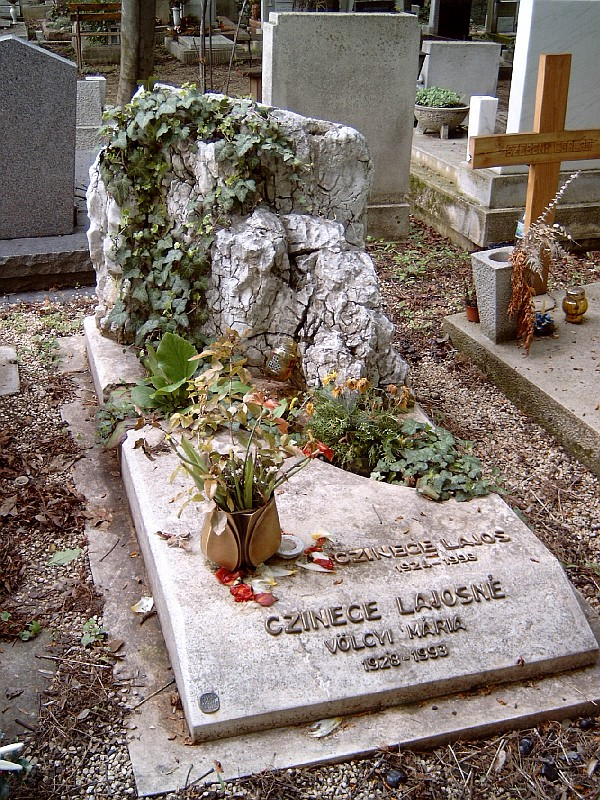
Czinege Lajos sírja Budapesten. Farkasréti temető: 1-2-251

## Magánélete
Kedvenc időtöltése volt a vadászat és rendszeresen megfordult Kaszópusztán. A világhírű vadállománnyal rendelkező területen miniszteri hivatali ideje alatt a Honvédelmi Minisztérium jelentős infrastrukturális fejlesztéseket hajtott végre.